# Manuel Alfredo Tito de Morais
Manuel Alfredo Tito de Morais GCC • GCL (São Sebastião da Pedreira, Lisboa, 28 de junho de 1910 – Ramada, Odivelas, 14 de dezembro de 1999) foi um engenheiro eletrotécnico e político português.

## Biografia
Nasceu a 28 de junho e foi batizado a 31 de julho de 1910 na freguesia de São Sebastião da Pedreira, em Lisboa, como filho do vice-almirante Tito Augusto de Morais e de sua mulher Carolina de Antas de Loureiro de Macedo, natural de Lisboa (freguesia de São Mamede). O pai, Tito Augusto de Morais, teve participação na revolução de 5 de outubro de 1910, como comandante do cruzador São Rafael, que bombardeou o Palácio das Necessidades, onde se encontrava a família real, que se viu forçada ao exílio.
Frequentou o Colégio Militar, o Colégio Académico e o Liceu Camões, em Lisboa. Aos 16 anos, participou numa greve académica realizada no dia do golpe de Estado de 28 de maio de 1926. Depois de ter visto barrada a entrada na Escola Naval, por razões políticas, apesar de ter completado as disciplinas necessárias para o efeito na Faculdade de Ciências da Universidade de Lisboa, licenciou-se na Bélgica em Engenharia Electrotécnica, pela Universidade de Gand, em 1934. Depois do serviço militar obrigatório, realizado em Mafra, trabalhou em Portugal, como engenheiro da Companhia Portuguesa Rádio Marconi (1935), diretor do Departamento de Eletromedicina da General Electric (1940) e diretor do departamento de Eletromedicina do Instituto Pasteur (1945). Exerceu também funções docentes no ensino técnico-profissional, em Lisboa.
Resistente anti-salazarista, foi, em 1945, convidado para a Comissão Central do Movimento de Unidade Democrática (MUD), que foi ilegalizado em 1948, tendo ainda participado, como representante do MUD, na campanha do general José Norton de Matos à Presidência da República, nas eleições presidenciais de 1949, em que vence Óscar Carmona, o candidato do regime e presidente da República desde 1928. Em 1946 e 1948, foi preso pela PIDE, da segunda vez no âmbito da prisão coletiva de todos os membros da Comissão Central do MUD. Tito de Morais apenas saiu da prisão em março de 1948 por ter conseguido que um amigo pagasse a fiança no valor de 100 mil escudos. Foi ainda despedido do Instituto Pasteur, pelo que tentou trabalhar por conta própria, montando uma oficina metalúrgica com Luciano Serrão de Moura, que acabaria por ser sabotada pela PIDE.
Em 1951, partiu para o exílio em Luanda, onde viveu até 1961 e trabalhou como diretor do Departamento de Eletricidade da Luso Dana, uma subsidiária da Siemens, além de ter sido presidente da direção da Sociedade Cultural de Angola. Em 1958, participa em Luanda na campanha de Humberto Delgado às eleições presidenciais desse ano, tendo vencido o candidato do regime, Américo Tomás, graças a fraude eleitoral, mas não impedindo a vitória de Humberto Delgado no território de Angola. Em 1961, depois de a segunda mulher, Maria Emília, ter regressado a Lisboa com os filhos do casal, Tito de Morais acabou por ser preso pela PIDE, onde é sujeito a tortura, tendo sido enviado de regresso a Lisboa, onde foi libertado no aeroporto, mas com a obrigação de permanecer na sua residência. Viveu também em França e na Alemanha Ocidental. Entre 1961 e 1963, viveu em São Paulo, Brasil, onde trabalhou como engenheiro na Siderurgia COSIPA e onde foi membro fundador do movimento Unidade Democrática Portuguesa, uma ramificação do MUD no Brasil. Em 1963, partiu para a Argélia, como membro da Junta Revolucionária Portuguesa da Frente Patriótica de Libertação Nacional, dirigida por Humberto Delgado, onde representava a Resistência Republicana e Socialista. Na Argélia, foi diretor dos Serviços Técnicos dos Hospitais Reunidos de Argel, locutor da rádio A Voz da Liberdade e dirigente da Frente Patriótica de Libertação Nacional.
Em Genebra foi um dos fundadores da Acção Socialista Portuguesa (ASP), em 1964, juntamente com Mário Soares e Francisco Ramos da Costa, no âmbito de uma transformação que a Resistência Republicana e Socialista, agora transformada em ASP, considerava necessária para enfraquecer internacionalmente o regime do Estado Novo, através de uma estreita ligação com os democratas residentes em Portugal. A ASP daria origem ao Partido Socialista, em 1973, tendo Tito de Morais sido o seu primeiro secretário nacional, entre 1973 e 1974, ainda na clandestinidade. Em 1966, Tito de Morais parte para Roma, onde foi representante da ASP na Internacional Socialista, tendo contactado com personalidades socialistas como Willy Brandt, Olof Palme e François Mitterrand. Em 1967, foi cofundador do Portugal Socialista, depois jornal oficial do PS, e foi também correspondente do jornal República, dirigido por Raul Rego. Tito de Morais estava proibido de entrar em França no âmbito de um acordo entre Charles de Gaulle e Salazar, tendo de Gaulle aceitado impedir a entrada de Tito de Morais em França, contra a extradição, ordenada por Salazar, de Georges Bidault, um dirigente da OAS na Argélia. Contudo, deslocava-se clandestinamente a Paris, para reunir com Mário Soares e Ramos da Costa.
Na sequência da Revolução dos Cravos, momento no qual se encontrava em Bona, na Alemanha Ocidental, com Mário Soares e Ramos da Costa, para uma reunião com o ministro da Defesa da Alemanha Ocidental, que os informou da revolução, Tito de Morais regressou a Portugal no Comboio da Liberdade, com Mário Soares e Ramos da Costa, chegado a Lisboa a 28 de abril de 1974.
Em 1974, no I Congresso do PS, foi eleito secretário nacional do PS com a pasta das Relações Internacionais, tendo sido sempre eleito membro da Comissão Nacional e da Comissão Política nos congressos seguintes até 1984.
Foi eleito deputado à Assembleia Constituinte, em 1975, e à Assembleia da República, no ano seguinte, pelo círculo de Viana do Castelo. Foi Secretário de Estado do Emprego do VI Governo Provisório (1975-76) e Secretário de Estado da População e Emprego do I Governo Constitucional (1976-78). Como governante, promoveu a proteção social dos desalojados, no contexto da crise habitacional provocada pelo regresso dos portugueses residentes nas antigas colónias; a criação do subsídio de desemprego para os Homens da Rua, que eram trabalhadores dos portos sem proteção social; a formação de diversos organismos públicos na área da formação profissional, que viriam a estar na génese da fundação do Instituto do Emprego e Formação Profissional; a obrigatoriedade de publicitação de novos postos de trabalho nos centros de emprego; o alargamento da concessão do subsídio de desemprego; e a concessão de prémios pela criação de novos postos de trabalho, em articulação com as pequenas e médias empresas, que empregavam 60% da população ativa em Portugal. Recusou integrar o II Governo Constitucional, em 1978, por discordar de uma coligação entre o PS e o CDS, tendo reassumido o mandato de deputado à Assembleia da República. 
Em 1978, ocupou a vice-presidência da Assembleia da República. Entre Maio de 1979 e Abril de 1980 foi vice-presidente da Assembleia Parlamentar do Conselho da Europa, sendo eleito Presidente da Assembleia da República, em 1983. Como Presidente da Assembleia da República, desenvolveu atividade diplomática relevante e promoveu a construção do novo edifício da Assembleia, bem como a saída do espólio da Torre do Tombo, que ocupava parte significativa do Palácio de São Bento. Ocupou o cargo até 1984, no âmbito do acordo de rotatividade do Bloco Central (PS/PSD), que previam a eleição de um membro do PSD - foi eleito Fernando do Amaral - para a presidência da Assembleia da República durante a segunda metade da legislatura. Renunciou ao mandato de deputado em 1984. Voltou a ser eleito deputado em 1985, mantendo-se até 1989, pelo círculo de Lisboa.
A 24 de Agosto de 1985 foi agraciado com a Grã-Cruz da Ordem Militar de Cristo e a 1 de Outubro de 1985 foi agraciado com a Grã-Cruz da Ordem da Liberdade.
Foi presidente do PS, entre 1986 e 1989, eleito no VI Congresso, tendo sido eleito presidente honorário do partido no VII Congresso, em 1989, desempenhando funções até 1999.
Morreu a 14 de dezembro de 1999, na freguesia de Ramada, município de Odivelas, aos 89 anos. À data da sua morte era Mestre da Maçonaria, onde se iniciou aos 80 anos, na Loja José Estêvão, afecta ao Grande Oriente Lusitano.

### Vida pessoal
Casou primeira vez civilmente em Lisboa, a 8 de agosto de 1931, no estado de segundo sargento cadete, devidamente autorizado pela Marinha, com Maria da Conceição Formosinho Mealha (1912 - 1992), filha de João Vitorino Mealha e de sua mulher Maria Julieta da Guerra Formosinho, doméstica, natural de Lagoa (Algarve). O casal teve um filho e quatro filhas: Maria Carolina Mealha Tito de Morais, Maria da Conceição Mealha Tito de Morais, João Manuel Mealha Tito de Morais (6 Junho 1939 - 25 Novembro 2001), Maria Luísa Mealha Tito de Morais e Maria Teresa Mealha Tito de Morais. Os dois divorciaram-se litigiosamente por sentença de 19 de fevereiro de 1953, transitada em julgado a 28 de abril de 1953, com fundamento em adultério de Manuel Alfredo Tito de Morais (artigo 4.º, n.º 2, da Lei do Divórcio, de 3 de novembro de 1910).
Casou segunda vez em Angola, na 1.ª Conservatória do Registo Civil de Luanda, durante o período de exílio político, a 16 de junho de 1954, com Maria Emília Adelaide Pedroso da Cunha Rego Monteiro dos Santos (São Sebastião da Pedreira, Lisboa, 2 de maio de 1923 – Lisboa, 7 de abril de 2011), filha de Artur Maria Monteiro dos Santos (Monte Pedral, Santa Engrácia, Lisboa, 4 de dezembro de 1895 – Lisboa, 14 de dezembro de 1957) e de Maria Adelaide Pedroso da Cunha Rego (Monte Pedral, Santa Engrácia, Lisboa, 8 de janeiro de 1900 – Lapa, Lisboa, 2 de abril de 1990). O casal teve três filhos: Manuel, Luís e Pedro Tito de Morais.

### Condecorações[13][8]
- Grande-Oficial da Ordem do Mérito da República Italiana (18 de Dezembro de 1981)[14]
- Grã-Cruz da Condecoração de Honra por Serviços à República da Áustria (24 de Abril de 1984)[15]
- Grande-Oficial da Condecoração de Honra por Serviços à República da Áustria (24 de Abril de 1984)[15]
- Grã-Cruz da Ordem Militar de Nosso Senhor Jesus Cristo de Portugal (24 de Agosto de 1985)
- Grã-Cruz da Ordem da Liberdade de Portugal (1 de Outubro de 1985)
- Grã-Cruz da Ordem da Coroa da Bélgica (16 de Setembro de 1986)
- Grã-Cruz da Ordem da Coroa de Carvalho do Luxemburgo (16 de Setembro de 1986)
- Comendador da Ordem do Dannebrog da Dinamarca (16 de Setembro de 1986)
- Grã-Cruz com Estrela e Banda da Ordem do Mérito da República Federal da Alemanha Ocidental (9 de Maio de 1989)